# 沃洛什科韋 (梅利托波爾區)
47°2′42″N 35°39′50″E / 47.04500°N 35.66389°E
沃洛什科韋（烏克蘭語：Волошкове）是位於烏克蘭東南部的村莊，由扎波羅熱州梅利托波爾區的泰爾平尼亞市鎮負責管轄。該村面積0.31平方公里，海拔高度40米，2001年人口23，人口密度每平方公里74.2人。